# Pianostuk (Lindberg)
Pianostuk is de tweede compositie die de Fin Magnus Lindberg componeerde voor de piano, zijn eigen instrument.

## Geschiedenis
Lindberg speelde het werk zelf op de première op 14 juni 1977 op een muziekfestival voor moderne muziek op IJsland; de toenmalige titel was Muziek voor piano, een verwijzing naar zijn eerdere Muziek voor twee piano’s. In 1981 kreeg Lindberg een opdracht voor een nieuw werk voor piano, maar Lindberg kon dat niet op tijd (14 februari 1982) voltooien en gaf zijn eerdere werk de huidige titel. De Finse Radio, de opdrachtgever, kreeg dus geen nieuw werk.

## Muziek
Het volgde dus snel op Muziek voor twee piano’s en verschilt daardoor niet zoveel van zijn eerste pianowerk. Het is weer een compositie in seriële stijl, maar is qua tempo losser gecomponeerd. Opnieuw laat het werk grote verschillen zien tussen technische loopjes, lang aangehouden tonen en complete stilten. De compositie begint met een steeds maar dalende lijn, totdat de laagste registers van de piano zijn bereikt. De pianist speelt vervolgens rockachtige aritmische clusterakkoorden. Vanuit deze stevige donkere en dreigende basnoten klimt de compositie weer naar boven. Opnieuw de tegenstelling tussen speelsheid en starheid. Alhoewel alles exact is uitgeteld en beschreven (per noot), is door de hoeveelheid fermates en voorslagen geen maatindeling te horen. Dit geeft het werk dan ook een tijdloos karakter. Alhoewel bijna tweemaal zo lang als Muziek voor twee piano's, zou het (voor het gevoel) net zo kort c.q. lang kunnen duren.

## Discografie
- Opname Naxos; Ralph van Raat; opname 6 en 7 oktober 2007.